# Troisième circonscription de la préfecture d'Ōita
La troisième circonscription de la préfecture d'Ōita (大分県第3区, Ōita-ken dai-san-ku) est l'une des trois circonscriptions législatives que compte la préfecture d'Ōita au Japon. Cette circonscription comptait 302 678 électeurs en date du 1er septembre 2021.

## Description géographique
La troisième circonscription de la préfecture d'Ōita regroupe les villes de Beppu, Nakatsu, Bungotakada, Kitsuki, Usa et Kunisaki ainsi que les districts de Higashikunisaki et Hayami.

## Députés
| Législature | Début de mandat | Fin de mandat | Député élu               |  | Parti politique |
| ----------- | --------------- | ------------- | ------------------------ |  | --------------- |
| 41e         | 1996            | 2000          | Eijirō Hata (ja)         |  | NFP             |
| 42e         | 2000            | 2003          | Takeshi Iwaya            |  | PLD             |
| 43e         | 2003            | 2005          | Takeshi Iwaya            |  | PLD             |
| 44e         | 2005            | 2009          | Takeshi Iwaya            |  | PLD             |
| 45e         | 2009            | 2012          | Katsuhiko Yokomitsu (ja) |  | PDJ             |
| 46e         | 2012            | 2014          | Takeshi Iwaya            |  | PLD             |
| 47e         | 2014            | 2017          | Takeshi Iwaya            |  | PLD             |
| 48e         | 2017            | 2021          | Takeshi Iwaya            |  | PLD             |
| 49e         | 2021            | -             | Takeshi Iwaya            |  | PLD             |